# Carl Ferdinand Becker (organist)
Carl Ferdinand Becker, född den 17 juli 1804 i Leipzig, död där den 26 oktober 1877, var en tysk orgelspelare och musikalisk skriftställare.
Becker blev 1837 organist i sin hemstad och var 1843–1856 professor vid därvarande konservatorium.  Han var ivrig medarbetare i Neue Zeitschrift für Musik och redigerade en tid Allgemeine musikalische Zeitung. Han är berömd både som orgelspelare och komponist, men egentligen är det inom musiklitteraturen, som han gjort sig ett namn. Av hans skrifter kan framhållas Systematisch-chronologische Darstellung der musikalischen Literatur (1836–1839), Die Hausmusik in Deutschland im 16:n, 17:n und 18:n Jahrhundert (1840) och Die Tonwerke des 16:n und 17:n Jahrhunderts (1847) med flera.